# リバル・アル＝アサド
リバル・アル＝アサド（Ribal al-Assad、1975年6月4日 - ）は、シリア人の国際的民主主義・自由・人権運動家。リファアト・アル＝アサドとリネ・アル＝ハイルの息子であり、妻はジョアンナ・アル＝アサド。兄弟にはフランス語の小説「À coeur perdu」の作者であるシワール・アル＝アサド、テレビチャンネル「A.N.N（アラブ・ニュース・ネットワーク）」およびアラブ人民党（Arab People Party）を1997年に創設したソマール・アル＝アサドがいる。また、 バッシャール・アル＝アサドとは従兄弟にあたるが、一貫して対立する立場をとっている。
リバルはシリア自由・民主主義組織（Organisation for Freedom and Democracy in Syria） （ODFS）の設立者および理事長であり、宗教・文化を超越した対話を推進し過激思想に対抗する組織イマン財団（Iman Foundation）を設立し会長を務めている。

## 概要
リバル・アル＝アサドは少年期に政府によってシリアを追放され、以来10年以上、平和的に祖国の自由、民主主義、人権を推進するための活動を続けている。2010年にインディペンデント紙上でロバート・フィスクのインタビューを受けた際、アラブの春以前の当時の状況の中で新しいシリアに対する希望を語っている。
2011年以来、武力衝突が激しさを増し続けるシリア内戦において、現在も唯一の解決方法は政治的解決であるとの信念を固持している。シリアにおける普遍的な民主的人権を支持する立場をとると同時に、リバル・アル＝アサドは宗教を根幹とする政治団体および神権政治に対し非常に活発な批判を行っている。彼が公に批判した団体にはムスリム同胞団、ヒズボラ、アル＝ヌスラ戦線、ISIS、ハマースおよびイラン政府などがある。シリア国民評議会に対しても、評議員の大半がムスリム同胞団のメンバーで占められるというトルコおよびカタールによる非民主主義的な評議員の人選を含め批判的な立場をとっている。同様に、自由シリア軍に対する彼の批判は同軍がイスラム急進派組織を取り込んでいる点と、イスラム純化主義的急進派である元帥府の排他性を問題にしている。2010年以降は、シリアに平和と安定を確立するために国際社会に協調の呼びかけを続けている。
リバル・アル＝アサドは複数の慈善事業および営利事業に出資しており、アラビア語、フランス語、スペイン語および英語に堪能である。

## 前半生と家族
リバルは16人兄弟の13番目としてダマスカスで誕生した。母親は検眼医として、ダマスカスで低所得層のための診療所を運営していた。父親のDr. リファト・アル＝アサドは高等教育機関の学長、軍の高官を歴任し、1984年から1998年の間は名誉副大統領の地位に就いた。前大統領の故ハーフィズ・アル＝アサドの弟にあたる。
リバルは幼少期の環境から民主主義の影響を受けて成長した。彼の父親は中東で初にして唯一の民主主義と自由を支持する雑誌Al-Fursanを創刊している。リバルはシリアと中東における複数政党制と自由の重要性を解説する同誌の連載記事を読むことを推奨されていた。また、父親は教育の推進にも尽力（ラタキアとホムスに大学を創立、アレッポ大学を拡張するなど）しており、女性の軍や社会への進出も促進した。リバルの母親リネ・アル＝ハイルも、夫のこの方針に則ってパラシュート兵として訓練を受けた。
リバルの父親と叔父の1970年から続く対立が軍事的な対立とバアス党の分裂に発展した流れを受け、リバルは1984年に9歳でシリアを離れた。ジューイッシュ・クロニクル紙のインタビューで、リバル・アル＝アサドは「もし1970年代の政治が父の理想の方向に向かっていれば、シリアはエジプトと同時期にイスラエルとの和平を果たしていた。」と主張している。
リバルは家族と共にパリに移り、16歳までそこで暮らした。本人は、パリで他の文化に触れた経験によって早い段階で多文化主義と多民族社会への理解を深めることができ、特にユダヤ人社会の理解にあたってはその影響が顕著だったとしている。ODFSの理念の根幹にある包含的で多文化主義の社会の追及は、彼のこうした原体験によって培われた。16歳の時、リバル・アル＝アサドはニューヨークの高校に入学し、ヒューストンの高校でも学んだ後、ボストンの大学に進学した。
1984年にシリアを離れた後もなお、リバル・アル＝アサドは武力による攻撃の危険に晒され続け、1994年、1998年、1999年の3度にわたって暗殺未遂の対象となった。これらの暗殺未遂が発生した期間のうち、1992年から1997年の間、リバル・アル＝アサドはシリア在住ではなかったが、クリスマス休暇を利用して祖国に戻り、出国を許されていなかった父親と会うことが習慣になっていた。1997年から1999年の期間はシリアに留まり、父親の始めた慈善事業を受け継いで活動していた。
1980年、シリアにおけるイスラム国家樹立を狙って現政府の打倒を唱えていたムスリム同胞団が、リバルと家族の住居でトラックに満載した爆薬を爆発させようとした。この計画は警備員がトラックに発砲して止めたことにより未遂に終わった。
1994年、従兄弟のバッシャール・アル＝アサドとマーヒル・アル＝アサドの間で公の場での論争が起きた2週間後に、ダマスカス国際空港でリバルを暗殺する目的で兵士が派遣された。リバルは1992年に母親を亡くしており、祖国の父親を訪問した帰りであった。父親が空港までリバルに付き添って来ていたため、この計画は失敗した。
1998年、リバルは政府による暗殺計画の対象になった。彼が自動車でレバノンからタルトゥースに帰る途中、暗い道路にスティンガー（有刺帯）を置いて止めるという計画であった。
1999年、リバルがスペインに渡航した1週間後、ラタキアの家族の住居が5,000名の共和国防衛軍兵士に攻撃された。アースィフ・シャウカト司令官の指揮の下、攻撃機、洗車、ロケットランチャー、ヘリコプターを投入した作戦であった。
リバル自身の生命を狙ったものではないが、彼の関係者や慈善事業を対象とした攻撃には次のような例がある。
- 2006年、リバルはレバノンでAl-Fursan Charityを設立した。これは宗教や宗派、民族を問わず、宗教的な祝祭の期間に、食べ物や贈り物、学用品などを提供するという慈善事業であった。また、彼は子供たちに無料で外国語を教える学校も開設している。レバノンのLBCテレビの報道によると、この慈善事業の理事長がシリア政府の命令で2007年に銃撃され、彼の車は前述の学校で燃やされた。また、学校は破壊された。
- 2009年、レバノン軍情報部は統一国民民主同盟（United National Democratic Alliance、リバルの父親がリーダー）のメンバーであるナワル・アブドに出頭を求めて尋問し、身柄をシリア軍情報部に引き渡した。また、妊娠中だった彼の妻と3歳の娘も脅迫を受けたため、2人はレバノンに逃れた。アブドはAl-Fursan Charityの会計係も務めていた。彼が拘束されたのはレバノンの教会でイスラム教徒とキリスト教徒にプレゼントを配ったその夜だった。アブドはその後、シリア当局に身柄を引き渡された。それ以来、彼は消息を絶っている。

リバル本人やその財産、友人に対する様々な攻撃は、そのような攻撃を可能にする政府と政治体制に対する彼の反感に明らかな影響を与えている。

## 政治的キャリア
リバル・アル＝アサドはしばしば、過激主義、テロリズム、独裁体制下で生きることの様々な恐怖を身をもって体験したことに触発されてシリアと中東の平和的な変化とそれによってもたらされる自由と人権のための活動を始めたと語っている。

### ANNチャンネル
民主主義と自由のための活動は2006年、アラブ・ニュース・ネットワーク（ANN）の会長に就任したことから始まった。ANNは中東全体における自由と民主主義を支持するテレビのチャンネルである。アラブ・ニュースの衛星チャンネルでは初のシリア、中東、北アフリカの民主主義と自由の促進を目的とするチャンネルとして、1997年に開設された。しかし、ANNチャンネルは2009年にシリア政府によって閉鎖された。

### シリア自由・民主主義組織（ODFS）
ANNの検閲に不満を募らせたリバル・アル＝アサドは、2009年にシリア自由・民主主義組織（ODFS）を設立した。2011年にアラブの春が始まる前でありながら、リバル・アル＝アサドはバッシャール・アル＝アサド政府がシリア人民の民主的な未来を阻害しているとして公然と批判した。シリア政府への彼の反感は、2010年2月にレガタム研究所で行ったODFS理事長として初めてのスピーチに表れている。その中で彼は次のように語っている。
ODFSの理事長として、リバルは英国議会と欧州議会の議員に対して政治改革のためのロビー活動を続けている。こうした議員の中には、2010年3月にシリアにおける民主主義と自由の必要性が急激に高まった際、シリア問題に関する超党派議員の会を主宰したロバート・ゴッシフ下院議員もいる。2010年頃まで、ODFSはそれほどの存在感を示すことができなかったが、インディペンデント紙の記者であり有名な中東情勢解説員のロバート・フィスクがリバル・アル＝アサドにインタビューを行った。リバルはインタビューに応じ、その内容はこの記事として発表された。
2011年のアラブの春以降、ODFSの活動は勢力を増し始め、リバルは次に挙げるものを含む多数の重要なイベント、組織、機関において講演を行っている。
- ソウル大学校
- 英国議会
- 欧州議会
- 文化外交研究所（ICD）
- ベルリン国家保安協議会
- カールトン・クラブおよびリフォーム・クラブ
- レガタム研究所
- オックスフォード大学
- クイーン・メアリー大学
- 外交学院
- ザンクト・ガレン・シンポジウム[注釈 8]
- アベニール・スイス
- ブレッド戦略フォーラムにおけるスロベニア首相の招待による講演
- FAES（マドリード）におけるスペイン元首相ホセ・マリア・アスナールの招待による講演[注釈 9]
- インドUSI（安全保障研究所）[注釈 10]
- ORF[注釈 11]
- IIC
- ヴィヴェーカーナンダ[注釈 12]
- ヨーロピアン・アトランティック・グループ
- ミッド・アトランティック・グループ（ロンドン）
- ロンドン・ロータリー・クラブ
- ウースター工科大学
- 世界政策会議
- 全米国際問題評議会
- 企業幹部による国会安全保障会議
- ヤルタ欧州戦略会議年次例会
- イマン財団のカンファレンス「イスラム：国際的脅威」
- クロアチア、スプリトのEINカンファレンス

また、リバルは政治と現在の情勢に関するコメンテーターとして定期的にテレビ番組や紙媒体に登場している。
リバルはシリア国民評議会にはその開始当初から批判的な立場をとっている。彼は評議会のメンバーのうち圧倒的な割合をムスリム同胞団が占めており、その選出方法も民主的な手段ではなくトルコとカタールの意図によるものだと指摘している。また、彼の批判はシリア自由軍（特にイスラム過激派グループで構成されていることを問題視）、および元帥府（イスラム純化主義的過激派グループで構成されていることを指摘）にも向けられている。
オックスフォード大学と国連の合同企画におけるこの中心的なスピーチでは、シリアにおけるアラブの春への楽観は時を置かず混乱と無用な悲劇のスパイラルを生むだろうというリバルの考えが示されている。

### イマン財団 (The Iman Foundation)
イマン財団の理事長としてのリバル・アル＝アサドの活動は、異なる宗教間と異なる文化間の対話を促進し、世界に蔓延する過激主義に対抗することを目的としている。財団は非営利組織であり、「異なる宗教間と異なる文化間の対話を促進し、世界に蔓延する過激主義に対抗することでメインストリームの言論を振興する」ことを表明している。
2010年から、リバル・アル＝アサドは世界規模で多数の宗教指導者および政治的指導者と会談し、異なる宗教間と異なる文化間の対話に関する一般的問題と個別の課題について議論を深めている。
イマン財団は多数の会議を主催し、改革主義とイスラム過激主義についての取り組みを行っている。

### 出版された論文と意見記事
- ハフィントン・ポストへの寄稿[注釈 22][注釈 23][注釈 24]
- プロジェクト・シンジケートへの寄稿[注釈 25][注釈 26][注釈 27]
- Conservative Homeへの寄稿[注釈 28]